# 内布利纳山太阳瓶子草
内布利纳山太阳瓶子草（学名：Heliamphora neblinae）是委内瑞拉与巴西边境附近的内布利纳山、阿拉卡穆尼山及俄维斯巴山特有的食虫植物。其种加词“neblinae”来源于内布利纳山，其意义为“云雾”。其是一种高度可变的物种，一度被认为是塔特太阳瓶子草（H. tatei）的一个变种。对于其分类地位仍有争议，部分学者还支持将塔特太阳瓶子草内布利纳山变种（H. tatei var. neblinae）及塔特太阳瓶子草麦克唐纳变型（H. tatei f. macdonaldae）一同放置于该物种下。

## 形态特征
内布利纳山太阳瓶子草为多年生草本。其捕虫瓶长20至35厘米，瓶口处宽3至6厘米。捕虫瓶基部为漏斗形，瓶肩位于捕虫瓶下三分之一处，使该处略呈葫芦形，上部为漏斗形，但相对较窄。捕虫瓶内表面上半部存在长1至3毫米的毛被。瓶肩对应的内表面处存在长3至6毫米的下向毛。捕虫瓶外表面、花茎及苞片存在长1至3毫米的白色毛被。瓶盖多变。新发育的捕虫瓶通常为黄绿色，老熟的捕虫瓶逐渐变红。少数个体无红色素，为纯黄绿色。部分个体捕虫瓶瓶盖往下三分之二的内表面存在红色的纹路。
内布利纳山太阳瓶子草的花序是太阳瓶子草属内最大的。花朵直径为50至80毫米，花被片长25至35毫米。通常一个花茎仅一朵花，少数可达5朵。花被片数量不定，通常为4片，亦可为5片或6片，且一个花茎上的数朵花之间的花被片数量即可不同。花被片为淡红色或绿色。花略具香味。托马斯·C·吉布森（Thomas C. Gibson）猜测内布利纳山太阳瓶子草是由蛾类在黄昏时分进行授粉的。
内布利纳山太阳瓶子草的茎约每5毫米生2个捕虫瓶。平均每年生6至12个捕虫瓶。因此，那些茎长达20厘米以上的植株往往株龄都达20年以上。其枯萎的捕虫瓶均宿存于茎，可有效的为植株收集雨水以抵抗干燥的环境。

## 分布范围
内布利纳山太阳瓶子草的模式产地为内布利纳山脉西北部的山谷中，海拔为1750米至1850米，雨量充沛。在内布利纳山脉南部地区中，包括内布利纳山，并不存在内布利纳山太阳瓶子草的模式变种。在该地区存在许多被认为是内布利纳山太阳瓶子草变种的太阳瓶子草种群，但这些种群也有被认为是塔特太阳瓶子草或是塔特太阳瓶子草与刚毛太阳瓶子草（H. hispida）的自然杂交种。

## 生态关系
内布利纳山顶峰的环境多为多子属（Bonnetia）灌木及云雾森林。内布利纳山太阳瓶子草可出现于相对干燥，排水良好的山脊上，潮湿的沼泽中，或小溪旁。其通常与凤梨科植物、兰花或其他低矮的草本植物一同出现。内布利纳山太阳瓶子草与其他太阳瓶子草一样，倾向于形成丛状植株。其直径可达70厘米。在存在遮荫的地方，内布利纳山太阳瓶子草的捕虫瓶则会直立伸长，直至高于周围的植被，可高达40厘米，但这种情况极少出现。内布利纳山脉会定期的出现山火将地表的枯叶烧毁。而内布利纳山太阳瓶子草茎周围积水的死捕虫瓶则可以保护茎部不受山火的损害。山火过后，内布利纳山太阳瓶子草会立即发出新芽继续生长。
内布利纳山太阳瓶子草瓶盖分泌的蜜液会吸引一种未知的动物前来觅食。从瓶盖被撕裂的捕虫瓶及散落在植株周围的经过咀嚼及划破的捕虫瓶都可以得到印证。此外，内布利纳山太阳瓶子草许多蚂蚁之间存在着复杂的互利互惠关系。这些蚂蚁会以枯死的捕虫瓶作为巢穴，并会采集瓶盖中的蜜液，同时这些蚂蚁会又保护植株免受侵扰。

## 种下类群
- Heliamphora neblinae var. parva Maguire (1978) [=H. parva][6]
- Heliamphora neblinae var. viridis Maguire (1978) [=H. parva][6]

## 相关物种
在内布利纳山脉，内布利纳山太阳瓶子草常与塔特太阳瓶子草同域分布。内布利纳山太阳瓶子草与塔特太阳瓶子草的差别在于，前者捕虫瓶外表面存在着长1至3毫米的白色毛被，而后者不存在这样的特征。此外，塔特太阳瓶子草的捕虫瓶更趋近漏斗形，且更长。

## 种植方法
内布利纳山太阳瓶子草的原生地内布利纳山白天云雾弥漫，晚上则十分的凉爽。托马斯·C·吉布森通过模拟原生地的环境，研究了人工栽培内布利纳山太阳瓶子草的条件。其将室温白天的温度维持在21至24℃内，而晚上则维持在10℃左右。栽培基质使用的是80%的珍珠岩与20%的泥炭藓。水源使用蒸馏水。在植株开花时其让基质保持干燥，以防止根部腐烂。
在种植中发现，内布利纳山太阳瓶子草捕虫瓶捕捉苍蝇的能力较强，每个捕虫瓶内都可以找到80至150只苍蝇的尸体。